# Palpada caliginosa
Palpada caliginosa är en tvåvingeart som först beskrevs av Walker 1849.  Palpada caliginosa ingår i släktet Palpada och familjen blomflugor.
Artens utbredningsområde är Paraguay. Inga underarter finns listade i Catalogue of Life.